# Чачинци
Чачинци су насељено мјесто и средиште општине у сјеверној Славонији, у Вировитичко-подравској жупанији, Република Хрватска.

## Географија
Чачинци се налазе око 9 км сјеверно од Ораховице.

## Историја
До територијалне реорганизације у Хрватској насеље се налазило у саставу бивше општине Ораховица.

## Становништво
Општина Чачинци је према попису из 2011. године имала 2.802 становника, од чега у самим Чачинцима 2.110.
| Демографија | Демографија | Демографија |
| Година      | Становника  | Становника  |
| ----------- | ----------- | ----------- |
| 1981.       | 2.667       |             |
| 1991.       | 2.617       |             |
| 2001.       | 2.349       |             |
| 2011.       |             | 2.110       |

## Попис 1991.
На попису становништва 1991. године, насељено место Чачинци је имало 2.617 становника, следећег националног састава:
| Попис 1991.‍   | Попис 1991.‍  | Попис 1991.‍ | Попис 1991.‍ | Попис 1991.‍ |
| ------------- | ------------ | ----------- | ----------- | ----------- |
|               |              |             |             |             |
| Хрвати        | Хрвати       |             | 2.121       | 81,04%      |
| Срби          | Срби         |             | 289         | 11,04%      |
| Југословени   | Југословени  |             | 57          | 2,17%       |
| Роми          | Роми         |             | 20          | 0,76%       |
| Македонци     | Македонци    |             | 9           | 0,34%       |
| Албанци       | Албанци      |             | 6           | 0,22%       |
| Муслимани     | Муслимани    |             | 6           | 0,22%       |
| Мађари        | Мађари       |             | 4           | 0,15%       |
| Чеси          | Чеси         |             | 4           | 0,15%       |
| Немци         | Немци        |             | 3           | 0,11%       |
| Пољаци        | Пољаци       |             | 2           | 0,07%       |
| Словаци       | Словаци      |             | 1           | 0,03%       |
| Словенци      | Словенци     |             | 1           | 0,03%       |
| Црногорци     | Црногорци    |             | 1           | 0,03%       |
| неопредељени  | неопредељени |             | 35          | 1,33%       |
| регион. опр.  | регион. опр. |             | 7           | 0,26%       |
| непознато     | непознато    |             | 51          | 1,94%       |
| укупно: 2.617 |              |             |             |             |